# Stanisław Sojka
Stanisław Joachim Sojka (còn được gọi là Stanisław Soyka, sinh ngày 26 tháng 4 năm 1959) là một ca sĩ nhạc jazz và nhạc pop, nghệ sĩ dương cầm và nhà soạn nhạc người Ba Lan.

## Sự nghiệp
Soyka lấy bằng thạc sĩ chuyên ngành sáng tác nhạc tại Học viện âm nhạc Karol Szymanowski ở Katowice.
Soyka ra mắt khán giả trên sân khấu vào tháng 11 năm 1978, khi đó ông biểu diễn loạt bài "Jazz at the Philharmonic" trong Dàn nhạc giao hưởng quốc gia Warszawa. Ông đã biểu diễn một tiết mục độc tấu, lấy cảm hứng từ nhạc jazz, soul và R&B cổ điển và cả các bài hát của những nghệ sĩ nổi tiếng như Ray Charles, Stevie Wonder, The Beatles và George Gershwin. Buổi hòa nhạc này được thu âm và phát hành vào năm 1979 dưới dạng album đầu tay của Soyka mang tên "Don't You Cry".
Album nhạc pop Stanisław Sojka được nghệ sĩ phát hành vào ngày 18 tháng 8 năm 1986.
Soyka hai lần giành được giải thưởng Fryderyk: "Ca sĩ nam xuất sắc nhất" năm 1994 và "Album nhạc thơ hay nhất" năm 2003.

## Đĩa nhạc

### Album phòng thu
| Tựa đề                                            | Chi tiết của album                                                                          | Xếp hạng | Chứng chỉ   |
| Tựa đề                                            | Chi tiết của album                                                                          | POL      | Chứng chỉ   |
| ------------------------------------------------- | ------------------------------------------------------------------------------------------- | -------- | ----------- |
| Don't You Cry                                     | - Phát hành: 16/04/1979 - Hãng đĩa: PolJazz - Định dạng: CD, tải kỹ thuật số                | —        |             |
| Blublula                                          | - Phát hành: 18/05/1981 - Hãng đĩa: Polskie Nagrania Muza - Định dạng: CD                   | —        |             |
| Soyka Sings Ellington                             | - Phát hành: 19/04/1982 - Hãng đĩa: Helicon - Định dạng: CD                                 | —        |             |
| Matko, która nas znasz...                         | - Phát hành: 27/09/1982 - Hãng đĩa: Helicon - Định dạng: CD                                 | —        |             |
| Soyka w Piwnicy na Wójtowskiej                    | - Phát hành: 1984 - Hãng đĩa: PolJazz - Định dạng: CD, tải kỹ thuật số                      | —        |             |
| Stanisław Sojka                                   | - Phát hành: 18/08/1986 - Hãng đĩa: RCA - Định dạng: CD                                     | —        |             |
| Radioaktywny                                      | - Phát hành: 16/05/1988 - Hãng đĩa: Polskie Nagrania Muza - Định dạng: CD, tải kỹ thuật số  | —        |             |
| Acoustic                                          | - Phát hành: 19/04/1991 - Hãng đĩa: Zic Zac - Định dạng: CD                                 | —        |             |
| Sonety Shakespeare                                | - Phát hành: 09/10/1995 - Hãng đĩa: Pomaton EMI - Định dạng: CD                             | —        |             |
| Nr 17                                             | - Phát hành: 30/05/1998 - Hãng đĩa: Pomaton EMI - Định dạng: CD                             | —        |             |
| Soyka Sings Shakespeare's Sonnets                 | - Phát hành: 23/11/1998 - Hãng đĩa: Pomaton EMI - Định dạng: CD                             | —        |             |
| Soykanova                                         | - Phát hành: 14/10/2002 - Hãng đĩa: Pomaton EMI - Định dạng: CD, tải kỹ thuật số            | 50       |             |
| Soyka Sings Love Songs                            | - Phát hành: 08/03/2004 - Hãng đĩa: Pomaton EMI - Định dạng: CD, tải kỹ thuật số            | 16       |             |
| ...Tylko brać                                     | - Phát hành: 10/09/2010 - Hãng đĩa: Universal Music Poland - Định dạng: CD, tải kỹ thuật số | 7        | - POL: Gold |
| Stanisław Soyka śpiewa 7 wierszy Czesława Miłosza | - Phát hành: 13/05/2011 - Hãng đĩa: Universal Music Poland - Định dạng: CD, tải kỹ thuật số | 17       |             |
| Stanisław Soyka w hołdzie Mistrzowi               | - Phát hành: 24/04/2012 - Hãng đĩa: Universal Music Poland - Định dạng: CD, tải kỹ thuật số | 7        |             |

### Album tổng hợp
| Tựa đề                                             | Chi tiết của Album                                                             | Xếp hạng | Doanh số       | Chứng chỉ   |
| Tựa đề                                             | Chi tiết của Album                                                             | POL      | Doanh số       | Chứng chỉ   |
| -------------------------------------------------- | ------------------------------------------------------------------------------ | -------- | -------------- | ----------- |
| Złota Kolekcja – Cud niepamięci                    | - Phát hành: 15/06/1998 - Hãng đĩa: Pomaton EMI - Định dạng: CD                | 43       | - POL: 50,000+ | - POL: Gold |
| Złota Kolekcja, Vol. 2 – Życie to krótki sen       | - Phát hành: 21/04/2004 - Hãng đĩa: Pomaton EMI - Định dạng: CD                | 44       |                |             |
| Rocznik 59                                         | - Phát hành: 28/11/2008 - Hãng đĩa: EMI Music Poland - Định dạng: CD (Box set) | —        |                |             |
| Poeci polskiej piosenki – Soyka: Absolutnie nic... | - Phát hành: 30/04/2013 - Hãng đĩa: Universal Music Poland - Định dạng: CD     | —        |                |             |